# 도조촌 (효고현)
도조촌(道場村)은 효고현 아리마군에 설치되었던 촌이다. 현재의 고베시 기타구에 해당한다.

## 역사
- 1889년 4월 1일 - 정촌제 시행에 의해 아리마군 8촌의 구역을 가지고 성립하였다.
- 1951년 7월 1일 - 고베시 효고구에 편입해 동일 도조촌은 폐지되었다.
- 1973년 8월 1일 - 효고구 분구에 의해 기타구의 일부가 되었다.

## 교통

### 철도
- 일본국유철도 (현 서일본 여객철도)
  - 후쿠치야마선
  - 아리마선 (1943년 폐선)

### 도로
- 국도 제176호선

## 참고문헌
- 가도카와 일본지명대사전 28 효고현